# 肯辛頓方棋
肯辛頓方棋（Kensington）是英國人Brian Taylor與Peter Forbes在1979年推出類似方棋的兩人棋類遊戲，名字取自英國倫敦的肯辛頓。

肯辛頓方棋

## 棋具
- 如圖所示，棋盤是由六角型、正方形、三角形組成，棋子行於棋點。一側六角型內塗藍色；另外一側為紅色。
- 每方十五枚棋子，各以藍、紅色區分敵我。

## 規則
- 对弈过程分兩階段：放子與走子。

- 放子：双方依次将己子放入棋盘中，將棋子放完才開始走子。

- 走子：若兩方都已將手上的棋子放完，則開始移動己棋，沿線一格。

- 移子：無論是放子或走子階段，當己棋佔住某個多角型的全部點後，就將一定數量的任意敵棋改放在其他任意空位。
  - 佔住一正方形，改放兩枚敵棋。
  - 佔住一三角形，改放一枚敵棋。
    - 若同時佔住正方形、三角形，則只改放兩枚敵棋。

- 獲勝：己方佔住一個有己方顏色或空白的六角形[2]。

## 外部連結
- 遊戲下載